# Lenci (azienda)
La Lenci (acrostico di Ludus Est Nobis Constanter Industria) è una società di ceramiche e una fabbrica di bambole in panno fondata nel 1919 nella città di Torino. 

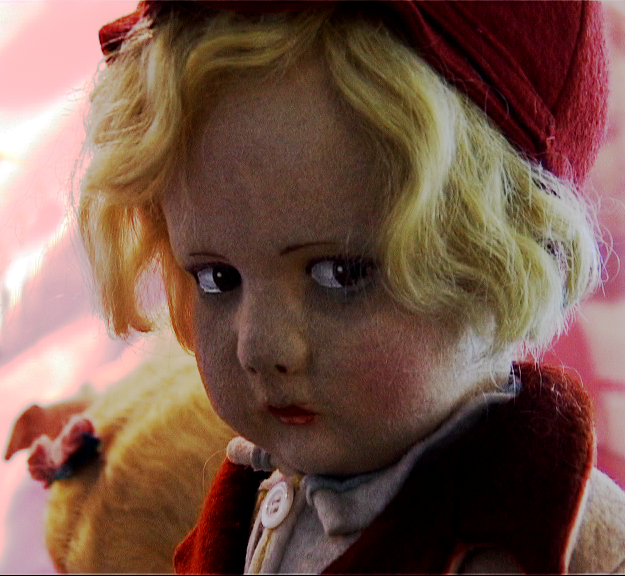
Una bambola Lenci al museo del giocattolo di Bad Lauterberg im Harz

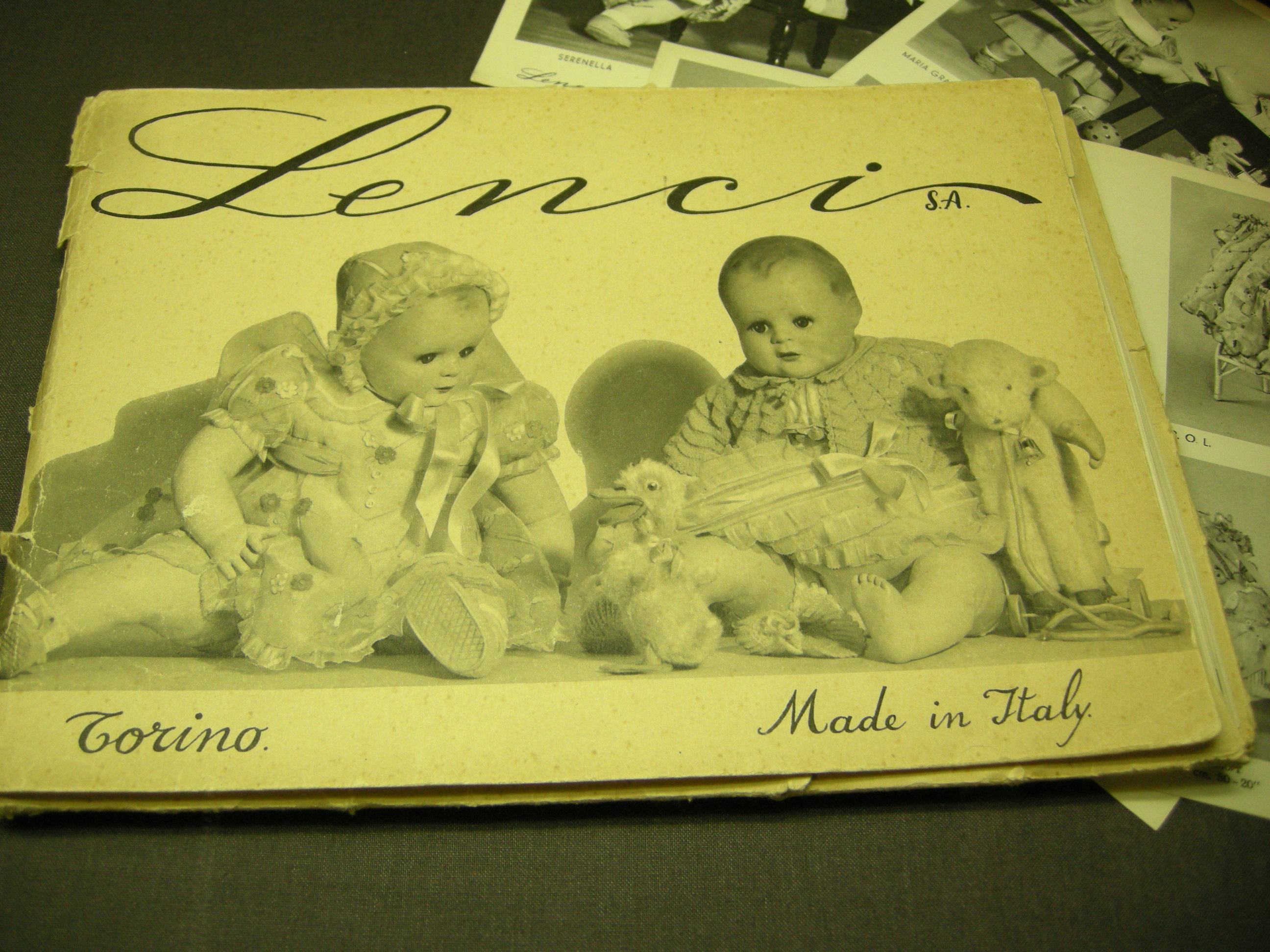
Un catalogo dell'azienda

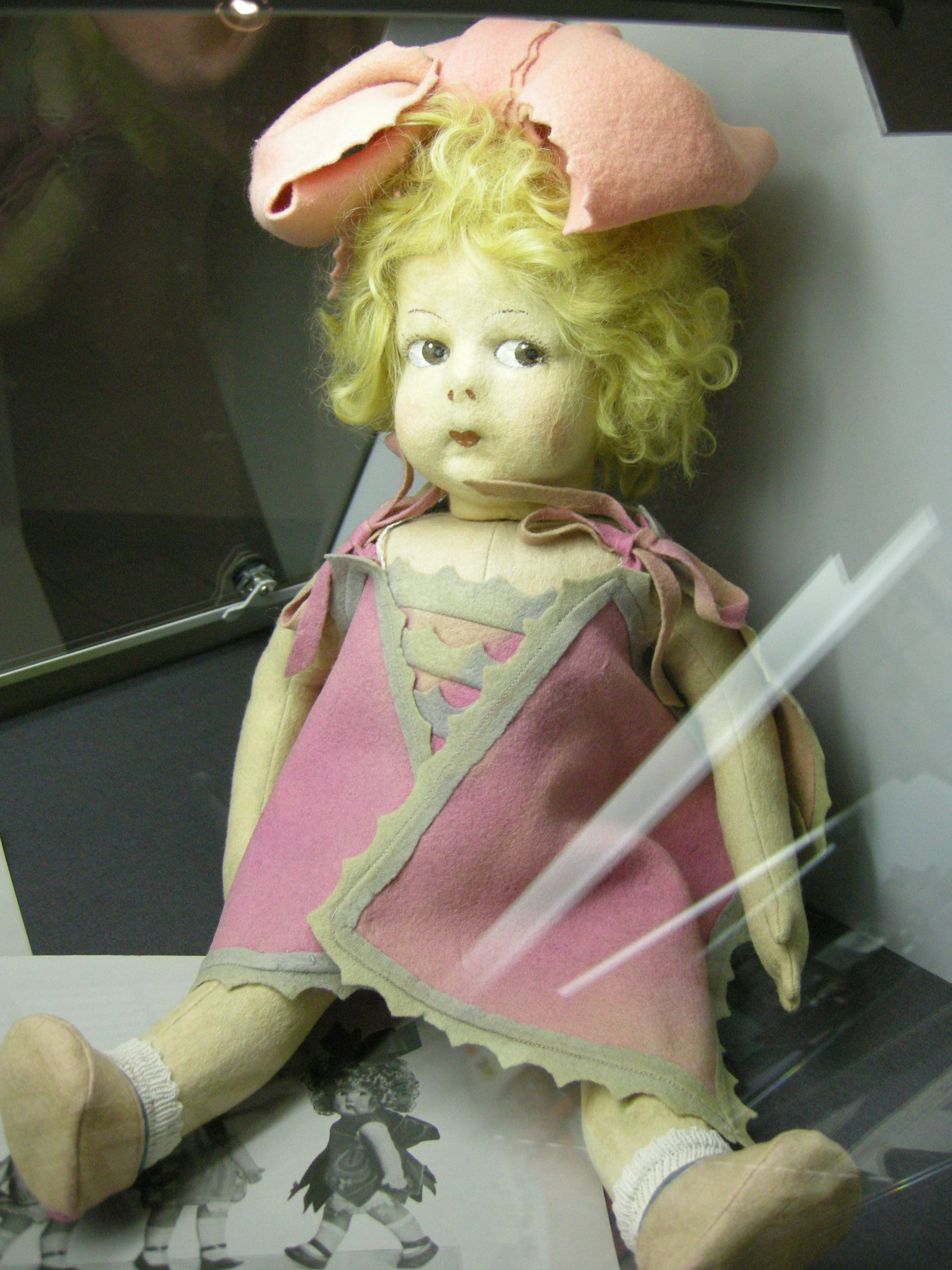
Bambola di panno lenci

## Storia
Il 23 aprile 1919 Enrico Scavini deposita a Torino il marchio di fabbrica "LUDUS EST NOBIS CONSTANTER INDUSTRIA" (reg. gen. n°17955), il cui acronimo è LENCI, per "giocattoli in genere, mobili, arredi e corredi per bambino". Il marchio consiste nell'immagine di una trottola, a una certa distanza dalla quale è avvolto elicoidalmente un filo; il tutto è compreso nella scritta "LUDUS EST NOBIS CONSTANTER INDUSTRIA", disposta in un cerchio. Il 12 luglio 1922, sempre Enrico Scavini deposita il marchio "LENCI" (reg. gen. n°22825) per: "giocattoli, bambole, pupazzi, confezioni, articoli di vestiario, decorazioni per vestiti, scialli, cuscini, cappelli, scarpe, pantofole, cinture, articoli di moda e fantasia, tende, mobili in legno dorato, arredamenti per la casa".
Pare che l'acrostico sia stato coniato ad arte da Ugo Ojetti o dal poeta "Fantasio" (Ignazio Vacchetti), partendo dalle lettere che compongono il nome "Lenci", diminutivo di Helen König (Elenchen, come la chiamava il babbo e che lei, piccolina, pronunciava LENCI), l'artista autrice delle prime bambole Lenci, nonché moglie di Enrico Scavini.
La fabbrica Lenci sarebbe presto divenuta punto di incontro di artisti e fucina di idee per lo sviluppo e la realizzazione di bambole e pupazzi, mobili per bambini, e in seguito anche ceramiche artistiche. In particolare, i primi artisti a prender parte attiva all'impresa LENCI furono Giovanni Riva e Sandro Vacchetti, che realizzarono i modelli delle prime bambole dalle teste in feltro elettroformato in appositi stampi.
Le bambole Lenci non riproducevano soltanto bambini, spesso dal volto imbronciato come il famoso "grugnetto", ma anche figure con costumi regionali o etnici, vestiti alla moda o maschere, e personaggi di fantasia o ispirati a modelli reali, per esempio Rodolfo Valentino e Josephine Baker. Il vastissimo campionario delle bambole spaziava dagli articoli-giocattolo destinati al mondo dell'infanzia alle raffinate bambole boudoir da collezione, alcune delle quali avevano il volto di Marlene Dietrich.
Il grande successo di queste strepitose bambole in feltro valse numerosi premi alla ditta Lenci durante le varie esposizioni internazionali di Zurigo, Parigi, Roma o Milano a cui prese parte. Tuttavia, l'originalità delle creazioni Lenci fu presto messa alla prova dalle numerose imitazioni e dalla produzione, in Italia e altri Paesi d'Europa, di bambole simili ma di qualità e prezzo inferiori. Per far fronte a questo tipo di concorrenza la Lenci non poté che realizzare idee sempre nuove, come i famosi fiori in feltro Lenci inseriti a campionario nel 1926, e le ceramiche artistiche, la cui produzione iniziò nel 1927.
Nel 1927, dunque, la Lenci iniziò ad affiancare alle sue famose bambole in feltro le figure in ceramica destinate a diventare forse ancor più celebri, spaziando dai famosi nudini alle signorine leziose alla moda, dai personaggi di fantasia agli animali, dalle immagini religiose ai vasi più disparati e molto altro ancora. Alla realizzazione dei modelli collaborarono numerosi artisti, fra cui vale la pena ricordare Sandro Vacchetti, direttore artistico della Lenci dal 1922 al 1934, la stessa Elena König Scavini, Cläre Burchart, Lino Berzoini, Giovanni Riva, Giovanni Ronzan, Teonesto Deabate, Giovanni Pietro Spertini, Marcello Dudovich, Gigi Chessa, Mario Pompei, Nillo Beltrami, Mario Sturani, Giulio Da Milano, Giovanni Grande, Ines Grande, Claudia Formica, Luigi Borione, Camillo Ghigo, Giuseppe Porcheddu, Gino Levi-Montalcini, Abele Jacopi.
Le riviste dell'epoca testimoniano il valore artistico delle ceramiche Lenci: nel gennaio del 1929, per esempio, la rivista Domus pubblica Adolescenti e Gli sposi di Giovanni Grande. Sempre nello stesso anno Casa bella pubblica le immagini di diverse ceramiche Lenci, in particolare La mucca, Susanna, La merenda di Giovanni Grande, Marianna di Elena Scavini e Amor paterno di Sandro Vacchetti corredate da un lungo redazionale.
Le ceramiche Lenci riscuotono ben presto un buon successo e infondono nuova linfa vitale alla fabbrica torinese, ma i risultati delle vendite purtroppo non sono sufficienti a risollevarne la situazione finanziaria dell'azienda, provata dalla crisi del 1929. A causa di pesanti insolvenze da parte di clienti e distributori nei primi anni Trenta, quando la Lenci contava oltre seicento dipendenti, e in seguito anche per via delle sanzioni imposte all'Italia con la guerra d'Abissinia, la situazione di sofferenza finanziaria purtroppo si aggrava.
Nel 1933 i coniugi Scavini cedono alcune quote societarie della Lenci al Cav. Pilade Garella, ragioniere commercialista torinese che aveva seguito la gestione Scavini sin dalla fine degli anni Venti.
Nel 1934 Sandro Vacchetti lascia la Lenci e apre una propria manifattura ceramica, che prende il nome di Essevi dalle iniziali dell'artista. Con la sua firma, Vacchetti realizza Balilla, Monello, Buona Pasqua, e alcuni capolavori per la ricchezza dei decori, quali Diva, Disordine della giarrettiera e Sfinge moderna. In seguito altri artisti attivi alla Lenci, fra cui Clelia Bertetti, lasceranno la Lenci per dedicarsi al proprio laboratorio in anni che si preannunciano sempre più difficili.
Nel 1937 Pilade Garella e il fratello Flavio acquisiscono la totalità delle quote societarie della Lenci mantenendo la direzione artistica in capo a Elena Konig, che lascerà l'incarico due anni dopo la morte del marito Enrico Scavini, avvenuta nel 1938.
Nel 1940 i Garella affidano la direzione artistica a Mario Sturani, che rimarrà ancora attivo alla Lenci per oltre vent'anni, e mantengono operativa l'azienda nonostante le difficoltà e i bombardamenti della seconda guerra mondiale.
Beppe Garella, figlio di Pilade, inizia a lavorare nell'azienda di famiglia nel 1942. Dopo la fine del conflitto, si impegna strenuamente per diversificare la produzione Lenci aggiungendo al campionario già sviluppato in passato gli eroi di Walt Disney; i personaggi televisivi del "Carosello" degli anni Cinquanta, fra cui Topo Gigio e Calimero; ma anche Caballero e Carmencita e gli Innamorati di Peynet.
Sempre negli anni Cinquanta, insieme Mario Sturani Beppe Garella si reca a Vallauris, sede dell'officina artistica di Picasso, e rinnova la produzione ceramica Lenci, che purtroppo cesserà nel 1964.
La produzione di bambole e pupazzi degli anni sessanta e anni settanta, invece, continua a rinnovarsi con nuove bambole accessibili a un vasto pubblico, le Lencirelle, dal design tipico di quegli anni.
Nel 1969 Beppe Garella deve trasferire la Manifattura Lenci dalla storica sede di via Cassini 7, pesantemente bombardata durante la guerra, alla nuova sede torinese in via San Marino 56 bis.
All'inizio degli anni ottanta Beppe Garella decide di riproporre i modelli di bambole Lenci degli anni Venti e Trenta in edizione limitata (499 - 999 - 1999 pz) a un pubblico di collezionisti. La sua intuizione riscuote un grande successo soprattutto negli Stati Uniti, dove si reca egli stesso in viaggio promozionale. La riedizione numerata imponeva non solo la rivisitazione e valorizzazione del repertorio Lenci, ma anche lo sviluppo di nuove soluzioni tecniche che permettessero la realizzazione di oggetti di pregiata fattura a costi sostenibili, pur nel rispetto delle principali caratteristiche estetiche dei modelli originali. Beppe Garella, a cui va il merito di questa scelta lungimirante, ha contribuito a non far cadere nell'oblio le bambole che avevano reso il nome Lenci famoso nel mondo, e anzi lo ha ricordato alle nuove generazioni andando controcorrente rispetto alle mode dei suoi giorni.
Nel 1992 Beppe Garella muore improvvisamente. La giovane figlia Bibija raccoglie l'eredità di suo padre e si dedica anima e corpo all'azienda: introduce nuove idee pur nel rispetto della tradizione, coltiva i rapporti avviati con la storica manifattura tedesca Sigikid (collezioni Res Naturae, Futura, Bambine Lenci), e amplia la distribuzione del prodotto negli Stati Uniti attraverso la televisione HSN pur mantenendo viva la collaborazione con i negozi specializzati.
Forse le difficoltà di gestione o forse il desiderio di riprendere il suo personale percorso di vita interrotto alcuni anni prima impongono una scelta difficile a Bibija Garella, che nel 1997 vende la Lenci Srl a due nuove società: il settore produttivo (macchinari e attrezzature in genere) passa alla Bambole Italiane Srl, mentre i marchi e i brevetti sono ceduti alla WestBay Serviços e Investimentos di Madeira (Portogallo).
Nel 2002 la Bambole Italiane Srl avvia la procedura fallimentare. La società portoghese proprietaria del marchio Lenci, invece, prosegue regolarmente la sua attività e così Lazzaro Garella è oggi nuovamente impegnato nella commercializzazione della firma Lenci nei settori della ceramica, gioielleria e abbigliamento in quanto il marchio è sempre attivo.
Oggi le storiche ceramiche e bambole Lenci sono ricercati oggetti da collezione esposti nei musei di tutto il mondo, anche nell'ambito di mostre temporanee come "Arte e Industria a Torino. L'avventura Lenci: ceramiche d'arredo 1927-1937", presentata nel marzo 2010 Palazzo Madama con catalogo pubblicato da Allemandi.

## Archivio
La documentazione archivistica prodotta dalla Lenci spa è conservata a Torino presso l'archivio storico comunale, nel fondo omonimo (estremi cronologici: 1920-2004), e comprende, oltre a una cospicua documentazione cartacea e bibliografica, anche una sezione in cui sono raccolti bambole, arredi, materiali di produzione, quadri e insegne, cliches loghi e slogan.